# Euglena sanguinea
La Euglena sanguinea es una especie del género Euglena. Presenta un color rojo característico debido a la presencia de astaxantina. Si el número de estas células es suficientemente elevado, el agua alrededor de ellas puede colorearse de rojo. La astaxantina protege el cloroplasto de la luz intensa. Si la intensidad de la luz disminuye, la célula puede volverse verde dado que el pigmento pasa a concentrarse en el centro del organismo. Esta especie es conocida por producir la potente ictiotoxina euglenoficina, citotóxica para células cancerígenas en estudios in vitro.